# Набатія (провінція)
Набатія (араб. النبطية — en-Nebatīye) — одна з провінцій Лівану.
Адміністративний центр провінції — місто Набатія. Площа провінції становить 1058 км2.

## Райони
Складається з чотирьох районів:
- Набатія
- Марджаюн
- Хасбайя
- Бінт-Джбейль

| Ліван | Це незавершена стаття з географії Лівану. Ви можете допомогти проєкту, виправивши або дописавши її. |